# Daniel Díaz Muñoz
Daniel Orlando Díaz Muñoz (Santiago, Chile, 7 de agosto de 1948) es un exfutbolista chileno. Jugaba de mediocampista y militó en diversos clubes de Chile.

## Trayectoria
Como futbolista se formó en el barrio Buzeta. Junto a un grupo de amigos jugó en el Club Iriarte Hermanos y en Club Defensor San Andrés, para pasar a la escuela de fútbol de Universidad Católica. Debutó en el profesionalismo el año 1966.
Entre sus características destacaba por su aplicación como defensa lateral y su técnica para salir jugando. Su regularidad le permitió jugar en ambos costados.

## Selección nacional
Fue seleccionado nacional en el equipo juvenil. En el equipo adulto registra 26 partidos jugados entre los años 1969 y 1977.

### Participaciones en Eliminatorias Sudamericanas
| Eliminatorias                    | Sede   | Resultado | Partidos | Goles |
| -------------------------------- | ------ | --------- | -------- | ----- |
| Eliminatorias Sudamericanas 1970 | México | Eliminado | 4        | 0     |

### Participación en Copa América
| Copa              | Sede          | Resultado    |
| ----------------- | ------------- | ------------ |
| Copa América 1975 | Sin sede fija | Primera fase |

## Clubes
| Club                 | País  | Año       |
| -------------------- | ----- | --------- |
| Universidad Católica | Chile | 1966-1971 |
| Huachipato           | Chile | 1972-1976 |
| Colo-Colo            | Chile | 1977-1982 |
| Rangers              | Chile | 1982      |
| Deportes Valdivia    | Chile | 1983      |

## Palmarés

### Campeonatos nacionales
| Título           | Equipo           | País  | Año  |
| ---------------- | ---------------- | ----- | ---- |
| Primera División | C.D. Huachipato  | Chile | 1974 |
| Primera División | C.S.D. Colo-Colo | Chile | 1979 |
| Copa Chile       | C.S.D. Colo-Colo | Chile | 1981 |
| Primera División | C.S.D. Colo-Colo | Chile | 1981 |
| Copa Chile       | C.S.D. Colo-Colo | Chile | 1982 |